# Combe (Oxfordshire)
Combe – wieś w Anglii, w hrabstwie Oxfordshire, w dystrykcie West Oxfordshire. Leży 14 km na północny zachód od Oksfordu i 96 km na północny zachód od Londynu. W 2001 miejscowość liczyła 759 mieszkańców.